# 일라이자 위닝턴
일라이자 위닝턴(영어: Elijah Winnington, 2000년 5월 5일~)은 오스트레일리아의 수영 선수로 주 종목은 자유형이다. 2020년 하계 올림픽에서 남자 자유형 계영 800m 동메달을 획득했으며 2024년 하계 올림픽에서 남자 자유형 400m 종목 은메달을 획득했다.